# Маршичі (Копер)
Маршичі (словен. Maršiči) — поселення в общині Копер, Регіон Обално-крашка, Словенія. Висота над рівнем моря: 128,4 м.